# Campus Graubünden
Der Campus Graubünden ist ein Zusammenschluss aller im Kanton Graubünden ansässigen Hochschulen und Forschungseinrichtungen. Er umfasst 5 Höhere Fachschulen, 4 Hochschulen sowie knapp 20 wissenschaftliche Forschungsinstitute der Academia Raetica.

## Hochschulen
Die Hochschulen bieten in unterschiedlichen Bereichen ein breites Studienangebot an. Entsprechend den Studienrichtungen ermöglichen die Forschungsinstitute der Hochschulen den Zugang zu Forschungs- und Dienstleistungsprojekten. 
Die beteiligten Hochschulen sind:
- Hochschule für Technik und Wirtschaft Chur
- Pädagogische Hochschule Graubünden
- Theologische Hochschule Chur
- University College Physiotherapy Thim van der Laan

## Forschungsinstitute
Die Academia Raetica vereint wissenschaftliche Institute und Kliniken im Kanton Graubünden und der näheren Umgebung. Ihr Ziel ist es, die Doktoranden in ihrer akademischen Weiterentwicklung zu unterstützen, sowie die interdisziplinäre Zusammenarbeit und wissenschaftliche Tätigkeit der ihr angeschlossenen Institutionen und Kliniken zu fördern.

## Höhere Fachschulen
Das Angebot der Höheren Fachschulen Graubündens besteht aus Bildungsgängen in den Bereichen Technik, Gastgewerbe, Tourismus, Wirtschaft, Gesundheit, Soziales und Waldwirtschaft. Die Höheren Fachschulen positionieren sich gemeinsam mit den eidgenössischen Berufs- und Fachprüfungen im nichthochschulischen Tertiärbereich (Tertiär B). Die Bildungsgänge bauen auf der beruflichen Grundbildung auf. Bildungsziel ist die Vermittlung höherer beruflicher Qualifikationen und die Vorbereitung auf die Übernahme von Fach- und Führungsverantwortung im Beruf. 
- Academia Engiadina Höhere Fachschule für Tourismus
- Bildungszentrum Gesundheit und Soziales
- ibW Höhere Fachschule Südostschweiz
- Höhere Fachschule für Sozialpädagogik (der Stiftung Gott hilft)
- Swiss School of Tourism and Hospitality

## Weiterbildungszeitungen
- Ausgabe März 2011
- Ausgabe März 2010
- Ausgabe März 2009